# Jairo Díaz
Jairo José Díaz Hernández (né le 27 mai 1991 à Puerto La Cruz, Anzoátegui, Venezuela) est un lanceur droitier qui a joué pour les Angels de Los Angeles et les Rockies du Colorado dans la Ligue majeure de baseball de 2014 à 2020.

## Carrière

### Angels de Los Angeles
Jairo Díaz signe son premier contrat professionnel en 2007 avec les Angels de Los Angeles. Il fait ses débuts dans le baseball majeur le 8 septembre 2014 et réussit deux retraits sur des prises lors d'une sortie d'une manche en relève face aux Indians de Cleveland. Il joue 5 matchs et lance 5 manches et deux tiers au total pour les Angels, enregistrant 8 retraits au bâton.

### Rockies du Colorado
Le 11 décembre 2014, les Angels échangent Díaz aux Rockies du Colorado contre le joueur de deuxième but et d'arrêt-court Josh Rutledge.